# Jüdischer Friedhof Waldfriedhof (Aachen)

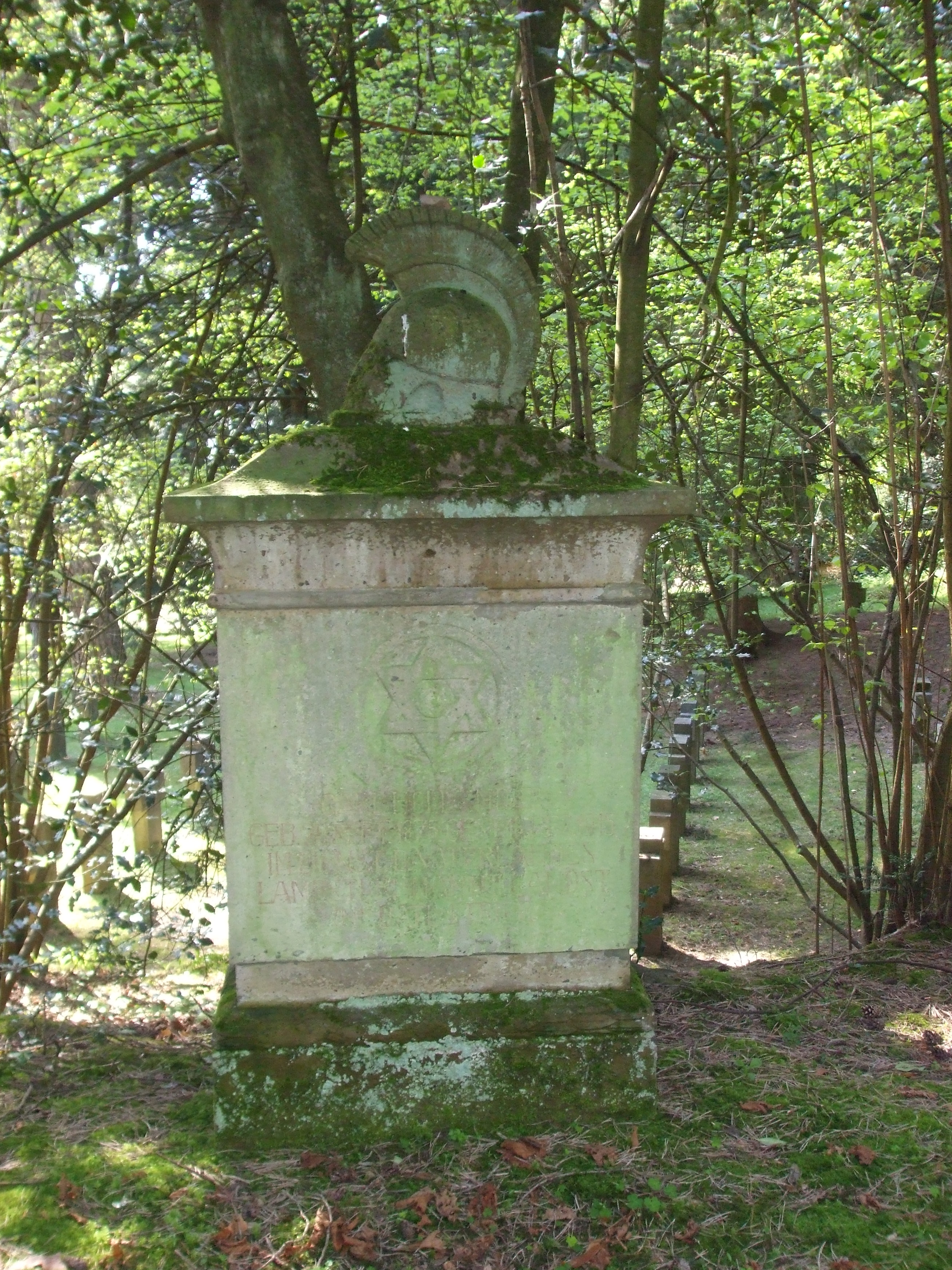
Gedenkstein für einen jüdischen Gefallenen

Der Jüdische Friedhof Waldfriedhof Aachen liegt in Aachen in Nordrhein-Westfalen an der Monschauer Straße. Er befindet sich auf dem Gelände des Ehrenfriedhofs Aachen, welcher zusammen mit dem allgemeinen Friedhofsbereich den Aachener Waldfriedhof bildet.
Die Parzelle für die jüdischen Gräber ist ein ca. 15 m² großes Areal auf einer 1,50 Meter hohen Bodenerhebung, welche nur in der Zeit von 1914 bis 1918 belegt worden war und auf dem derzeit noch 16 Grabsteine (Mazewot) erhalten sind. Die meisten Steine sind verwittert und unleserlich, aber auf zwei von ihnen ist noch ein eingravierter Davidstern zu erkennen.